# 존슨 히폴리트
존슨 히폴리트(Johnson "Drax" Hippolyte, 1964년 6월 9일~ )는 전직 프로축구선수이자 감독이다. 그는 현재 메이든헤드 FC의 감독이며, 이전에 예딩 FC에서 선수겸 감독을 수행했었다.

## 경력
햄프턴&리치몬드, 올더숏 타운, Dulwich Hamlet, 체셤 유나이티드, Chertsey Town, Wealdstone, Chalfont St Peter, Uxbridge, Hounslow에서 축구 선수 생활을 하였다. 2004년 12월 2일 예딩에서 그의 커리어를 시작하였다.
2006년 10월 지금의 메이든헤드 유나이티드 FC로 이적하였으며, 2011년 10월 11일 재계약에 서명함으로써 2014년까지 요크로드에서 그의 커리어를 이어가기로 하였다.